# Марк Гавій Корнелій Цетег
Марк Гавій Корнелій Цетег (лат. Marcus Gavius Cornelius Cethegus; ? —після 170) — державний діяч часів Римської імперії, консул 170 року.

## Життєпис
Походив з патриціанського роду Гавіїв. Син Марка Гавія Сквілли Галлікана, консула 150 року, та Помпеї Агриппініли. Додав когномени на честь бабці за чоловічою лінією Корнелією Цетегілою.
У 165 році служив легатом при батькові, який керував як проконсул провінцією Азія. У 170 році став консулом, разом з Гаєм Еруцієм Кларом. Імовірно надалі брав участь у Маркоманських війнах. Подальша доля його невідома.